# Pouvourville (Toulouse)
Pour les articles homonymes, voir Pouvourville.
Pouvourville est un quartier résidentiel pavillonnaire de Toulouse situé au sud de la ville dans le 5e secteur. Ce quartier est profondément marqué par la proche université Paul-Sabatier. De plus, de nombreux logements sont en construction, densifiant peu à peu le quartier depuis le début des années 2000.

## Histoire

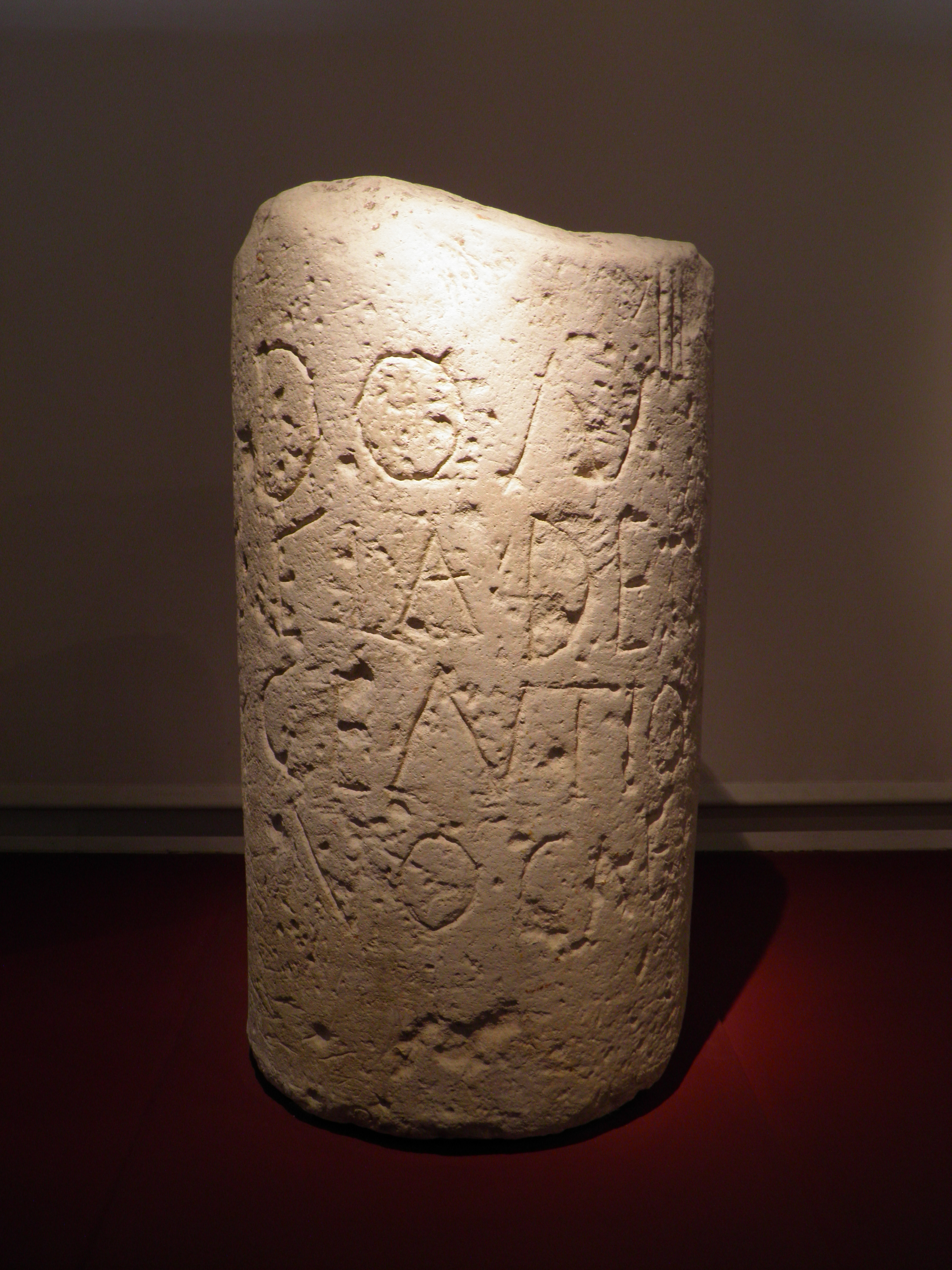
Borne milliaire découverte à Bellevue

On estime que le plateau de Pech-David sur lequel est situé l'actuel quartier de Pouvourville a été habité dès 3000 av J.C. Un gisement néolithique a été découvert sur la partie sud du plateau par M. Manuel en 1912. Des haches polies et des morceaux de poteries, des ossements d'animaux en ont été extraits. De même, des poteries, en général de couleur noirâtre, semblent remonter à l'âge du bronze 1 000 ans av. J.-C.
De nombreux vestiges de l'ère romaine ont été retrouvés à Pouvourville. À ce jour, il a été recensé l'existence probable de trois villas gallo-romaines. L'une d'elles est située à l'emplacement de l'amphithéâtre de la faculté de médecine, l'autre au niveau du chemin des Oliviers, la dernière au haut du chemin du Vallon. Un bon nombre de riverains possèdent de multiples vestiges trouvés à l'occasion de travaux.
Au XIIIe siècle, Pouvourville était une paroisse du gardiage du capitoulat de Saint-Barthélemy, c'est-à-dire qu'elle dépendait du capitoulat mais était située hors des remparts de la ville, à l’extrême limite du territoire avec Saint-Agne. En 1218 Simon IV de Montfort assiège Toulouse dans sa croisade contre les hérétiques. Toulouse est alimentée en blé grâce à un riche propriétaire de Pouvourville. Cette action fut récompensée par Raymond VI qui l'anoblit sous le nom de « de Pouvourville ». Le blason retraçant cette action représentait deux gerbes de blé d'or sur fond d'azur.
En mai 1298, le roi Philippe IV le Bel, désira s'approprier Pouvourville. Auparavant, il tint à connaître ses chances de réussir. En effet, il connaissait l'autorité des capitouls et voulait éviter un conflit en cas de démembrement communal. Le sénéchal de Toulouse, qui représentait l'autorité royale, lui fit savoir que Pouvourville avait toujours fait partie du gardiage de Toulouse et que les capitouls y avaient haute et basse justice ; le roi n'insista pas.
Paroisse sous l'Ancien Régime et déclarée commune en 1790, Pouvourville porta le nom de Ventôse durant la Révolution puis fut rattachée à Toulouse avant 1794.
Pendant la Seconde Guerre mondiale, en 1944, une compagnie de la division SS Das Reich s'installa dans le village. Les soldats étaient logés au début au petit couvent situé chemin de Narrade (maison Saint-Marc) qu'ils quittèrent pour occuper la maison d'enfants des sœurs de la Sainte Famille, rue Fondeville ; les officiers logeaient chez l'habitant ; en particulier, le commandant était au 7 rue Fondeville, l'infirmerie au 109. Les sœurs durent déménager les enfants des dortoirs pour laisser la place aux forces allemandes. La route de Toulouse était barrée à la hauteur du chemin de Narrade et les habitants contrôlés à chaque passage.

Une unité de la Flak, avec canons et mitrailleuses, s'était installée au Sallas, au sommet du coteau (à l'emplacement de la tour hertzienne), et eut l'occasion de fonctionner vigoureusement lors de l'attaque de la RAF sur la poudrerie de Montaudran, un avion allié ayant été abattu à cette occasion. Lors de sa fuite, cette division SS s'est tristement illustrée à Oradour-sur-Glane.

## Vie locale
Un comité de quartier actif propose des soirées théâtre, une fête de quartier au mois de mai ou juin, ou encore des randonnées culturelles. La maison de quartier dispense des cours de sport, danse, langues, pour tous les âges.

## Voies de communications et transports
La ligne de bus 54 relie le quartier au métro Empalot de Toulouse. La ligne 115 passe elle aussi par Pouvourville. Le téléphérique urbain reliant l'université Paul-Sabatier à l'Oncopole — avec un arrêt à l'hôpital de Rangueil — concerne le quartier.
Fin 2023, un nouveau plan de circulation est mis en place afin de dévier l'important trafic de transit empruntant les voies de Pouvourville.